# Alexander Wienand
Alexander Wienand (* 1982) ist ein deutscher Pianist und Komponist, der sowohl im Jazz als auch in der Klassik hervorgetreten ist.

## Leben und Wirken
Wienand begann seine Ausbildung zum klassischen Konzertpianisten bei Marianne Bender, Friedemann Rieger und Klaus Eidmann. Anschließend besuchte er die Musikhochschule Würzburg und schloss seine Studien mit Diplomen in Jazzklavier bei Tine Schneider und klassischem Klavier bei Eva Maria Mai ab. Mit Meisterkursen bei Jacky Terrasson, Misha Mengelberg, Barry Harris, Hubert Nuss, Begona Uriarte, Karl Hermann Mrongovius und André Marchand vertiefte er seine Ausbildung. Wienand lebt und arbeitet als Pianist, Komponist und Lehrer für Klavier, Jazzklavier, Theorie/Gehörbildung in Berlin.
Wienand war an drei Alben mit dem Kammermusikensemble bzw. Klavierduo Onda Verde um Eva Maria May beteiligt. Mit der Band Pegelia Gold & Art Zentral, zu der neben Sängerin Pegelia Gold noch Dirk Rumig, Moritz Cartheuser, Constantin Herzog, Daniel Prätzlich sowie Markus Thalheimer gehörten, legte er ab 2010 zwei Alben vor. Mit seinem Trio, zu dem Felix Himmler und Tobias Schirmer gehören und das 2010 mit dem Bayerischen Kunstförderpreis in der Sparte Musik und Tanz ausgezeichnet wurde, legte er 2012 sein Debütalbum vor. Auch arbeitete er im Duo mit dem Pianisten Marco Netzbandt und dem Saxophonisten Markus Busch.

## Diskographische Hinweise
- Marco Netzbandt, Alexander Wienand Double Rescue (Unit Records 2015)[1]
- Alexander Wienand Trio Get the Cat (Musicom 2012)